# Hermione Corfield
Hermione Isla Conygham Corfield (Londra, 19 dicembre 1993) è un'attrice britannica.

## Biografia
Corfield è figlia di Richard Conyngham Corfield, della famiglia Corfield di Chatwall Hall, nella contea di Shropshire, e della designer di camicie Emma Willis di Jermyn Street.

### Carriera
Ottiene il primo ruolo nel 2014 con Colton's Big Night, una parte nel film 50 Kisses diretto da Sebastian Solberg, in cui interpreta un personaggio di nome Anna. 
Nel 2015, recita accanto a Ian McKellen e Laura Linney nel Mr. Holmes, appare anche in Mission: Impossible - Rogue Nation al fianco di Tom Cruise. 
Nel 2014, è stata scritturata per Fallen nel ruolo di Gabrielle Givens. 
Nel 2016, è apparsa in PPZ - Pride + Prejudice + Zombies come Cassandra.
Nel 2017, prende parte al film xXx - Il ritorno di Xander Cage al fianco di Vin Diesel, poi lavora con Guy Ritchie in King Arthur - Il potere della spada e in Star Wars: Gli ultimi Jedi. Inoltre ha fatto parte del cast della serie televisiva The Halcyon.
Nel 2018, è co-protagonista nella commedia horror inglese Slaughterhouse Rulez nel ruolo di Clemsie Lawrence.
Dal 2025 è Julia Moriston, la madre di Claire Beauchamp, nel prequel di Outlander, Outlander: Blood of My Blood.

## Filmografia

### Cinema
- 50 kisses, regia di Sebastian Solberg (2014)
- Mr. Holmes - Il mistero del caso irrisolto (Mr. Holmes), regia di Bill Condon (2015)
- Mission: Impossible - Rogue Nation, regia di Christopher McQuarrie (2015)
- PPZ - Pride + Prejudice + Zombies (Pride and Prejudice and Zombies), regia di Burr Steers (2016)
- Fallen, regia di Scott Hicks (2016)
- xXx - Il ritorno di Xander Cage (xXx: Return of Xander Cage), regia di D.J. Caruso (2017)
- King Arthur - Il potere della spada (King Arthur: Legend of the Sword), regia di Guy Ritchie (2017)
- Star Wars: Gli ultimi Jedi (Star Wars: The Last Jedi), regia di Rian Johnson (2017)
- Bees Make Honey, regia di Jack Eve (2017)
- Slaughterhouse spacca (Slaughterhouse Rulez), regia di Crispian Mills (2018)
- Rust Creek, regia di Jen McGowan (2019)
- Born a King, regia di Agustí Villaronga (2019)
- Sea Fever, regia di Neasa Hardiman (2019)
- The Misfits, regia di Renny Harlin (2021)
- The Road Dance, regia di Richie Adams (2021)

### Televisione
- Il giovane ispettore Morse (Endeavour) – serie TV, episodio 3x03 (2016)
- The Halcyon – serie TV, 8 episodi (2017)
- We Hunt Together – serie TV, 12 episodi (2020-2022)
- Outlander: Blood of My Blood – serie TV, 10 episodi (2025)

### Doppiaggio
- LEGO Star Wars: La saga degli Skywalker (Lego Star Wars: The Skywalker Saga) - serie TV (2022)

## Riconoscimenti
- 2016 – National Film Awards UK
  - Candidatura alla miglior attrice esordiente per Mission: Impossible - Rogue Nation
- 2017 – Breckenridge Festival of Film
  - Migliore attrice per Rust Creek
- 2017 – Jefferson State Flixx Fest
  - Migliore attrice per Rust Creek

## Doppiatrici italiane
Nelle versioni in italiano delle opere in cui ha recitato, Hermione Corfield è stata doppiata da:
- Giulia Catania in Mission: Impossible - Rogue Nation
- Mattea Serpelloni in Fallen
- Veronica Puccio in xXx - Il ritorno di Xander Cage
- Antilena Nicolizas in King Arthur - Il potere della spada
- Maria Giulia Ciucci in Star Wars: Gli ultimi Jedi
- Chiara Oliviero in The Halcyon
- Lucrezia Marricchi in Slaughterhouse spacca